# Дубовий Лог (Червенський район)
Дубовий Лог (біл. вёска Дубовый Лог) — село в складі Червенського району Мінської області, Білорусь. Село підпорядковане Руднянській сільській раді, розташоване в центральній частині області.